# Тихоокеанска сайра
Тихоокеанските сайри (Cololabis saira) са вид животни от семейство Сайри (Scomberesocidae).
Таксонът е описан за пръв път от Джеймс Карсън Бреворт през 1856 година.